# Joaquín Sucunza
Joaquín Mariano Sucunza (ur. 15 lutego 1946 w Pampelunie) – argentyński duchowny katolicki, biskup pomocniczy Buenos Aires od 2000.

## Życiorys
Urodził się w hiszpańskiej Pampelunie. W wieku dwóch lat wraz z rodzicami przeniósł się do Argentyny. Studiował filozofię i teologię w seminarium w Buenos Aires.
Święcenia kapłańskie przyjął 27 listopada 1971. Pełnił przede wszystkim funkcje proboszcza w kilku parafiach miasta. Był ponadto asystentem archidiecezjalnej rady Akcji Katolickiej, a w latach 1998-2000 był wikariuszem biskupim dla Strefy Centralnej.

### Episkopat
22 lipca 2000 papież Jan Paweł II mianował go biskupem pomocniczym archidiecezji Buenos Aires oraz biskupem tytularnym Saetabis. Sakry biskupiej udzielił mu 21 października tegoż roku ówczesny ordynariusz tejże archidiecezji, abp Jorge Bergoglio. Po wyborze Bergoglio na urząd papieski był tymczasowym administratorem archidiecezji.